# Scott Derrickson
Scott Derrickson (n. 16 iulie 1966, Colorado, SUA) este un regizor american, scenarist, monteur și actor. Locuiește în Los Angeles, California.

## Filmografie
| An   | Film                                                          | Regizor | Scenarist | Producător    | Note                     |
| ---- | ------------------------------------------------------------- | ------- | --------- | ------------- | ------------------------ |
| 1995 | Love in the Ruins                                             | Da      | Da        | Da            | Scurtmetraj. Și monteur. |
| 2000 | Legendele orașului: ultima dublă (Urban Legends: Final Cut)   | Nu      | Da        | Nu            |                          |
| 2000 | Hellraiser: Inferno                                           | Da      | Da        | Nu            | Direct-pe-DVD            |
| 2004 | Land of Plenty                                                | Nu      | Poveste   | Nu            |                          |
| 2005 | Un caz de exorcizare (The Exorcism of Emily Rose)             | Da      | Da        | Nu            |                          |
| 2006 | Alesul diavolului (The Visitation)                            | Nu      | Nu        | Co-producător |                          |
| 2008 | Ziua în care Pământul se opri (The Day the Earth Stood Still) | Da      | Nu        | Nu            |                          |
| 2012 | Sinister                                                      | Da      | Da        | executiv      |                          |
| 2013 | Devil's Knot                                                  | Nu      | Da        | executiv      |                          |
| 2014 | ...și ne izbăvește de Cel Rău... (Deliver Us from Evil)       | Da      | Da        | Nu            |                          |
| 2014 | Incompresa (Misunderstood)                                    | Nu      | Nu        | executiv      |                          |
| 2014 | Kristy                                                        | Nu      | Nu        | executiv      |                          |
| 2015 | Sinister 2                                                    | Nu      | Da        | Da            |                          |
| 2016 | Doctor Strange                                                | Da      | Da        | Nu            |                          |
| 2022 | Doctor Strange in the Multiverse of Madness                   | Nu      | Nu        | executiv      | Pre-producție            |
| TBD  | Bermuda                                                       | Da      | Da        | executiv      | În dezvoltare            |
| TBD  | continuare a filmului Labirintul (sequel of Labyrinth)        | Da      | Nu        | Nu            | În dezvoltare            |
| TBA  | Metoda respirației (The Breathing Method)                     | Da      | Nu        | Nu            | Va fi anunțat            |

### Re-scrieri nemenționate
- Dracula 2000 (2000)
- The Messengers (2007)
- Scream 4 (2011)
- Poltergeist (2015)

### Televiziune
- Snowpiercer (2020), producător executiv